# Cywilizacja maltańska

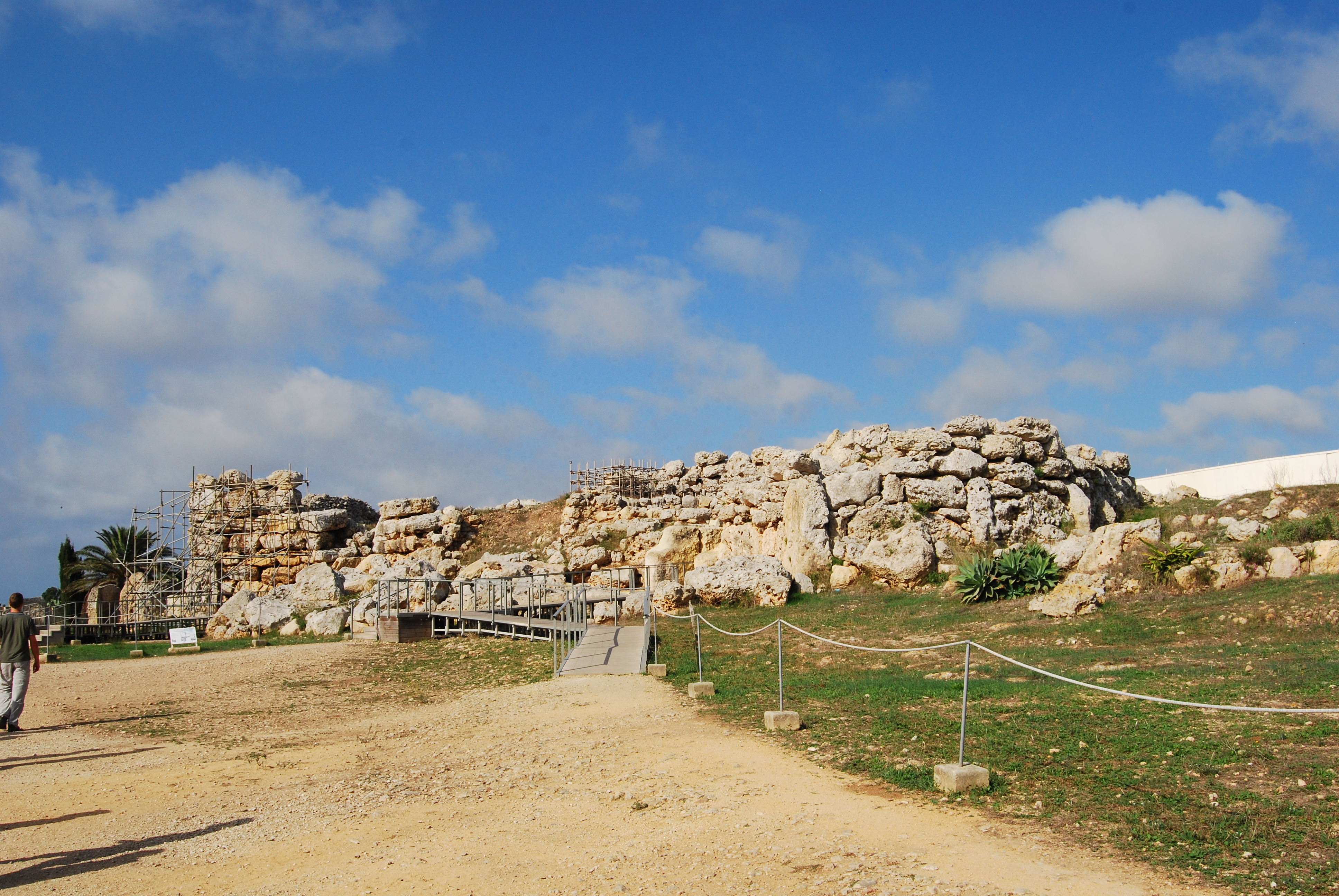
Ġgantija

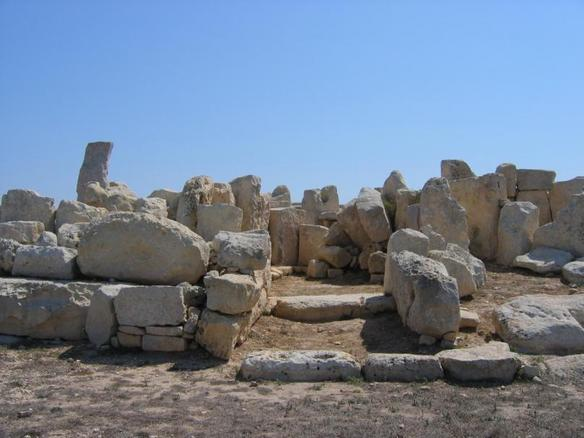
Ħaġar Qim

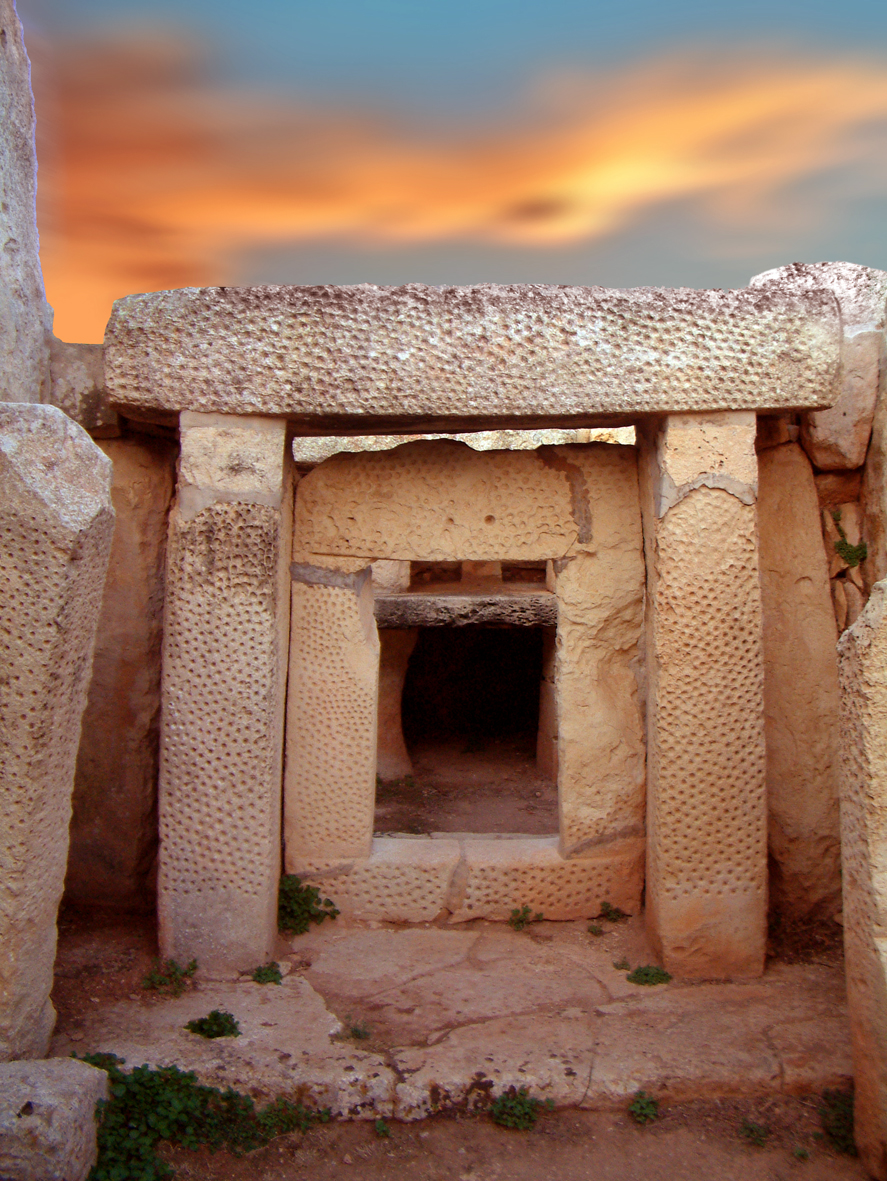
Mnajdra

Cywilizacja na Malcie zaczęła rozwijać się ponad 7000 lat temu. W jaskini Għar Dalam odnaleziono ceramikę stworzoną przez człowieka z około 5000 r. p.n.e. Pierwsze większe budowle na Malcie – megalityczne świątynie zaczęto budować około 3600 r. p.n.e. Są one najstarszymi stojącymi budowlami w Europie i jednymi z najstarszych na świecie, są starsze niż piramidy w Egipcie. W podobnym okresie powstało Hypogeum Ħal Saflieni. Spuścizną tych budowli jest kilkanaście ruin, z czego siedem zostało wpisane na listę światowego dziedzictwa UNESCO

## Budowle megalityczne
Jednym z największym osiągnięć cywilizacji maltańskiej są olbrzymie megalityczne budowle, które przetrwały do naszych czasów, w tym potężne świątynie Ġgantija, Ħaġar Qim i Mnajdra, które były prawdopodobnie miejscami kultu i obrzędów religijnych, o czym może świadczyć obecność zdobionych ołtarzy oraz brak śladów pochówków.
Początkowo wznoszono jedynie sarkofagi i wolnostojące bloki skalne – okresy Skorba (ok. 4500–4100 p.n.e.) i Zebbug (ok. 4100–3800 p.n.e.), następnie budowano świątynie i kompleksy cmentarzy – okres Ġgantija (ok. 3600–3000 p.n.e.), później świątynie rozbudowywano – okres Tarxien (ok. 3000–2500 p.n.e.), finalnie opuszczono je w okresie Cmentarza Tarxien 2500–1500 p.n.e.

## Sztuka
Odkryto wiele rzeźb i figur z czasów cywilizacji maltańskiej. Niektóre z tych dzieł mają charakterystyczny, abstrakcyjny styl, odróżniający je od innych kultur tamtego okresu. Wiele z nich przedstawia postacie ludzkie, zwierzęta i geometryczne symbole.

## Życie codzienne
Na podstawie odnalezionych pozostałości ceramiki, różnego rodzaju narzędzi i innych przedmiotów codziennego użytku ustalono, że zdobywanie pożywienia opierało się głównie na rolnictwie i łowiectwie, co prawdopodobnie przyczyniło się do rozwoju osad rolniczych na terenie Malty.

## Pismo i język
Dotychczas nie udało się odczytać pisma używanego przez cywilizację maltańską. Odkryto jedynie niewielką liczbę znaków i symboli na terenie wyspy, zdobiące głównie ceramikę i rzeźby, prawdopodobnie mające znaczenie religijne. Brak rozszyfrowanych inskrypcji uniemożliwia dokładne zrozumienia języka i sposobu komunikacji.

## Kres cywilizacji maltańskiej
Mimo wielowiekowego rozkwitu, cywilizacja maltańska zniknęła z mapy historycznej. W okolicach 2500 lat p.n.e. nastąpiło załamanie kultury i społeczności na wyspie. Przyczyny kresu cywilizacji na Malcie dotychczas nie zostały jednoznacznie określone.